# Ни Цзань
Ни Цзань (кит. упр. 倪瓒, пиньинь Ní Zàn, 1301—1374) — китайский художник, каллиграф и поэт.

## Биография
Ни Цзань был выдающимся художником эпохи Юань. Он родился в 1301 году в провинции Цзянсу, в местечке Мэйли близ города Уси в семье крупного землевладельца. Его юность прошла в тиши богатой помещичьей усадьбы, которая славилась свои роскошным парком, известным под названием «Лес заоблачных высей», в котором были построены многочисленные беседки и павильоны с поэтическими названиями — «павильон светлой печали», «грот белоснежного журавля», «беседка беззаботного покоя» и т. д. В имении была богатая библиотека по различным отраслям знаний, а также коллекции древней бронзы, старинных музыкальных инструментов, и произведений живописи и каллиграфии, которые хранились в одном из павильонов парка. Здесь собирался небольшой круг литераторов и художников, близких семейству Ни.
До середины своей жизни Ни Цзань в этом тихом уголке изучал науки и искусство. Поступать на государственную службу он не захотел. Сегодня трудно сказать, что послужило тому причиной — патриотическое нежелание служить монгольской династии, или неприятие чиновной суеты в принципе и желание жить безмятежной жизнью. Ни Цзань построил «Цинбигэ» (Чистый и уединенный павильон), где держал свою библиотеку и коллекцию живописи, которую он постоянно пополнял. По своей натуре Ни Цзань был человеком холодным и даже высокомерным, но он получал удовольствие от компании людей, вкус которых ему казался достаточно изысканным. Он был одержим чистотой, утверждал, что всё, к чему он прикасается, должно быть чистым, и очень часто мыл руки.
Однако этот идеальный мир вскоре был разрушен. В 1330-х годах по стране прошла череда природных бедствий. Наводнения, засухи, голод, болезни посеяли в самом плодородном районе Китая, Цзяннани, хаос. Монгольская администрация для пополнения казны обложила тяжёлыми налогами самые богатые семейства. Многие из них вынуждены были продать имущество, или, чтобы избежать налогов, передать свои имения буддийской или даосской церкви. Ни Цзань, старший брат которого был благочестивым даосом, вероятно использовал второй способ, хотя стандартное, идеализирующее художника жизнеописание приписывает ему дар предвиденья грядущих при смене династии бед, из-за чего он, якобы, раздал своё имущество друзьям и знакомым. Автор этого жизнеописания утверждает, что после этого за Ни Цзанем закрепилось прозвище «Юйбэнь» (непрактичный глупец), однако у него было другое прозвище — Ни Юньлинь (Ни из Леса заоблачных высей), которым он подписывал свои работы, и под которым в дальнейшем выходили его литературные произведения.
В 1340-х годах начались широкие крестьянские восстания, а самое большое из них — Восстание красных повязок, начавшееся в 1351 году, ещё больше разорило регион. Вскоре после этого Ни Цзань со своей семьей отправляется в то, что превратилось в 20 лет скитаний по рекам и озёрам, расположенным между Сучжоу и Синьцзяном. Большую часть времени он проводил в домике на лодке, изредка останавливаясь у знакомых или друзей, и расплачиваясь за их гостеприимство своими картинами. Один из претендентов на трон, узурпатор Чжан Шичэн, оккупировавший Сучжоу в 1356—1367 годах, постоянно приглашал Ни Цзаня присоединиться к его «двору», однако Ни всякий раз отказывался, стремясь избежать любой возможности быть втянутым в военные или политические дрязги. После падения династии Юань, и установления династии Мин в 1368 году, он перестал скрываться. С тех пор, как его жена умерла, а дети покинули его, он продолжал скитаться один, как отшельник, затем окончательно вернулся на родину в Уси, где вскоре заболел, и умер в доме своего знакомого.

## Творчество
В своих произведениях Ни Цзань выражал только себя, своё мироощущение. Его пейзажи, безлюдные, пустынные и прозрачные, можно рассматривать как символы возвышенной независимости от общества, и как стремление к чистому, простому и спокойному миру. Однако такой взгляд на его творчество разделяют не все ученые; часть из них считает, что духовная возвышенность Ни Цзаня была всего лишь внешним декором, а не состоянием души.
Ни Цзань считал своим предшественником, наставником в живописи, и даже своим двойником, сунского мастера Ми Фэя (Ми Фу), который писал картины не контурной линией, а лишь размывами и пятнами туши. По внешним признакам их произведения отличаются сильно, однако их роднит утонченность и пуританское пристрастие к чистоте духа. Оба мастера выражали покой и чистоту отчуждённости (горы в их пейзажах необитаемы, в отличие от картин других мастеров).
Тип пейзажа, который ассоциируется с именем Ни Цзаня — это монохромные изображения самых разных речных берегов, выполненные в эскизной манере, в которых на переднем плане, как правило, выделяются своими силуэтами деревья на фоне широкого речного простора. Самый ранний его пейзаж датируется 1339 годом, и в нем присутствуют человеческие фигурки. В пейзаже от 1343 года «Воды и бамбуковый домик» человеческих фигур уже нет, однако он тоже отличается от типичных для более позднего творчества художника «минималистских» пейзажей тем, что в нём изображены крытые соломой домики, забор, мост, есть изобилие покрытых листвой деревьев, и на все эти четко обрисованные предметы наложена подкраска. Как следует из надписи, картина была создана для некоего Цзыньдао, который посетил Ни Цзаня, и поведал, что арендовал участок, на котором собирался жить. Участок находился к востоку от Сучжоу, в районе богатом речными потоками и зарослями бамбука. Ни Цзань написал картину, представив, как будет выглядеть это жилище.
Картина «Шесть совершенных» (или просто «Шесть деревьев»), написанная двумя годами позже, уже во всей полноте демонстрирует пейзажную формулу, которой Ни Цзань будет следовать в большинстве своих работ: высокий горизонт, которым заканчивается широкое речное пространство, и верхушки стоящих на переднем плане деревьев, которые недостаточно высоки, чтобы скрыть виднеющиеся вдали горы. В эпоху Юань была мода изображать тихие неприметные уголки природы, однако таким образом, чтобы они приобретали вид важный и многозначительный. Картина Ни Цзаня продолжает эту линию. Разреженный рисунок, выполненный в основном сухой кистью, создает эффект дематериализованности всех предметов картины, освобождая их от веса и массы. На картине есть название и подпись художника. Символика произведения проста — художник изобразил метафору шести честных, прямых друзей. В надписи Ни Цзань сообщает, что стоило ему причалить к берегу, как тут же появился хозяин с фонарем и куском бумаги, настойчиво упрашивая, чтобы он нарисовал картину; и поскольку Ни очень устал, он согласился. Его надпись отчасти служит объяснением, а отчасти извинением за минималистский характер произведения, который выглядит радикально даже на фоне всех пейзажных инноваций его времени.
Другая картина Ни Цзаня «Далекий поток и холодные сосны» (название приведено в подписи художника) была написана в качестве подарка другу, который уезжал, чтобы поступить на службу — занять административный пост. В своей надписи Ни полагает, что картина внушает идею «зова к уединению», и выражает всю притягательность безмятежного досуга, который наступит, когда человек завершит свою службу и уйдет на покой. Турбулентные годы в период перехода власти от одной династии к другой были очень опасными для чиновной службы, и тот, кто выбирал жизнь затворника, с одной стороны, следовал высоким конфуцианским идеалам, а с другой, обеспечивал себе относительную безопасность. Эта картина имеет почти квадратную форму, в ней художник применил несколько уровней точек зрения, и аранжирована она не совсем обычно для Ни Цзаня — в ней нет пространства разделяющего ближний и дальний берег, элементы картины соединены диагональю текущего издалека потока. Она в равной мере выражает чувство безмятежности, и передает ощущение какой-то смутной печали, характерное для многих произведений мастера.
«Мастерская Жунси» (1372 г., Гугун, Тайбэй) считается шедевром среди всего, что дошло до нас из наследия Ни Цзаня. На картине есть две его надписи; первую он сделал, поставив автограф и дату, а вторую оставил два года спустя (1374 г.), когда владелец картины принес её снова, и попросил сделать надпись-посвящение с тем, чтобы он мог подарить её своему знакомому, «доктору медицины Жэньчжуну». Этот доктор был владельцем «мастерской Жунси», что означает «комната для коленей» — такое название она получила из-за своих малых размеров. Мастерская находилась в родном городе Ни Цзаня — Уси, и художник в своей надписи выразил надежду, что когда-нибудь он снова сюда вернется, и сможет увидеть картину ещё раз. В связи с этими двумя надписями исследователи высказывают любопытное наблюдение — один и тот же пейзаж мог с первой надписью быть выражением отвлеченной идеи возвышенного уединения, либо изображением личной мастерской господина Жэньчжуна — стоило только поставить вторую надпись.
Кроме пейзажей Ни Цзань рисовал бамбук, старые деревья и камни — любимые персонажи «живописи ученых» (вэньжэньхуа). В качестве типичных примеров этого жанра можно привести два произведения — «Осенний ветер и драгоценные деревья» (Шанхайский музей) и «Дерево, бамбук и изящный камень» (Гугун, Пекин). Оба не имеют точной даты, и оба стилистически принадлежат к позднему творчеству Ни Цзаня. Оба произведения демонстрируют раскованный, и слегка небрежный стиль письма; вполне возможно, что они создавались в качестве «расплаты по обязательствам», то есть художник оплатил ими какие-то незначительные услуги. Однако в них ощущается рука мастера — нет лишних мазков, во всем видна способность скупыми средствами выразить всё, что он хотел сказать, лаконичная достаточность. На картине «Осенний ветер и драгоценные деревья» художник оставил надпись — четверостишье, которым он ответил на две надписи его современников, расположенные напротив. А некий Лу Чжисюэ, подражая каллиграфии Ни Цзаня, добавил четвертую надпись, в которой сообщает, что более десяти лет жил с художником на реке Сунлин, где они «воскуривали фимиам, играли кистью, угощали друг друга вином и сочиняли поэмы». Он датировал свою надпись 1384 годом, то есть после смерти Ни Цзаня прошло уже 10 лет.
Необычная жизнь и оригинальное творчество Ни Цзаня стали культурным феноменом, который произвел впечатление на его современников, и превратился в легенду. Обладание его произведениями было для просвещенных китайцев XIV века свидетельством приобщения к культурным ценностям интеллектуалов. Уже вскоре после его смерти в образованных кругах Цзяннаня об изысканности «я», и вульгарности «су» тех или иных семейств судили по тому, владеют ли они хотя бы одной работой Ни Цзаня, или нет. Позднейшая художественная критика в лице Дун Цичана, Мо Шилуна, и Бояна Ту отмечала неповторимое обаяние его живописи, о возводила её в высшую категорию — «необычайной живописи» («ипинь»).
Помимо живописных работ Ни Цзань оставил большое количество литературных записей и поэтических произведений, которые впервые были полностью изданы в 1723 году в двенадцатитомном «Собрании произведений Ни Юньлиня» (Ни Юньлинь цзи). Китайская историческая традиция, обожающая лозунги-обобщения, причисляет Ни Цзаня к «Четырем Корифеям династии Юань». Остальные трое — это Хуан Гунван, Ван Мэн и У Чжэнь. Такой порядок установил минский художник и теоретик Дун Цичан (1555—1636), и с тех пор никто не пытался его оспорить.

## Память о художнике
В мае 2008 г. мемориальный музей Ни Цзаня открылся на его родине, в г. Уси, недалеко от могилы художника. Там представлены материалы о жизни и творчестве художника, а также репродукции его работ, чьи оригиналы находятся в музеях Нью-Йорка, Пекина, Тайбэя, Шанхая.

## Приложение
Небольшое эссе Ни Цзаня о живописи (тиба)
То, что я почитаю живописью, являет чрезвычайную простоту торопливых строк в возвышенном стиле. В ней нет стремления добиться внешнего сходства, а лишь доставить себе удовольствие.
Недавно, когда я был в городе, меня окружали люди, которые хотели заставить меня писать так, как им хотелось, и, более того, выделили время, чтобы осуществить это. Я был подвергнут разного рода оскорблениям, но остался самим собой. Разве можно обвинять евнухов в том, что они не имеют бороды?
Гао Кэгун — один из тех редких людей, которые отделились от вульгарного мира, и тщательно взращивали свой талант. Он жил очень скромной жизнью в Ханчжоу. В свободные дни он приходил на тростниковую скамью, что на берегу реки Цяньтанцзян, с чашкой вина и книгой стихов. Здесь он долго засиживался, созерцая горы, наслаждаясь красотой их недоступных вершин и движением облаков. В промежутке между своими чиновничьими делами и сочинением стихов он писал свитки, давая воплощение тому, что требовало своего выражения.
Среди нынешних пейзажистов есть лишь Гао Кэгун, достигший в своем образе жизни и деяниях истинной безмятежности; Чжао Мэнфу — своей дерзостью, смелым штрихом; Хуан Гунван — своей оригинальностью; и Ван Мэн — тонкостью и изысканностью. Они отличаются неповторимыми свойствами. И я ничего не могу сказать, кроме восторженной похвалы. Я ничего не знаю о других. Этот мир не может быть прекрасней хуановского, он являет неповторимый характер.
- Цит. по книге: Завадская Е. В. Эстетические проблемы живописи старого Китая. М. Искусство. 1975, стр. 406.